# 도요타 필드
도요타 필드(Toyota Field)은 미국의 축구 전용 경기장이다. 텍사스주 샌안토니오에 위치하고 있으며 과거 NASL 샌안토니오 스콜피언스의 홈경기장으로 사용했으면, 현재 USL 샌안토니오 FC의 홈경기장이다.